# Vadugapatti (Erode)
Vadugapatti è una suddivisione dell'India, classificata come town panchayat, di 10.919 abitanti, situata nel distretto di Erode, nello stato federato del Tamil Nadu. In base al numero di abitanti la città rientra nella classe IV (da 10.000 a 19.999 persone).

## Geografia fisica
La città è situata a 11° 10' 04 N e 77° 43' 41 E.

## Società

### Evoluzione demografica
Al censimento del 2001 la popolazione di Vadugapatti assommava a 10.919 persone, delle quali 5.431 maschi e 5.488 femmine. I bambini di età inferiore o uguale ai sei anni assommavano a 908, dei quali 445 maschi e 463 femmine. Infine, coloro che erano in grado di saper almeno leggere e scrivere erano 6.318, dei quali 3.610 maschi e 2.708 femmine.